# Ioannis Dimopoulos
Ioannis Dimopoulos (em grego:  Γιάννης Δημόπουλος; 6 de Junho de 1932 - 22 de Setembro de 2022) foi um político grego. Membro do partido Nova Democracia, serviu no Parlamento Helénico de 1974 a 1981 e no Parlamento Europeu de Janeiro a Outubro de 1981.
Dimopoulos faleceu em Pylaia a 22 de Setembro de 2022, aos 90 anos.